# Riva
Riva je bila pop glasbena skupina iz hrvaškega mesta Zadar. Ustanovljena je bila leta 1988, leta 1989 pa je s pesmijo Rock me baby nastopila na Pesmi Evrovizije v švicarskem mestu Lausanne ter zmagala. To je bila prva in edina evrovizijska zmaga za Jugoslavijo.
Skupina je leta 1991 razpadla. Pevka Emilija Kokić je na Hrvaškem nadaljevala z uspešno samostojno glasbeno kariero.

## Člani skupine
- Emilija Kokić (* 1968), vokal
- Dalibor Musap, klaviature in vokal, ustanovitelj in vodja skupine
- Zvonimir Zrilić, kitara in vokal
- Nenad Nakić, bas kitara in vokal
- Boško Colić, bobni
- Aleksandra Kalafatović, klaviature

## Diskografija

### Albumi
- Rock me (1989)
- Srce laneta (1990)

### Singli
- Rock me (1989)